# دسيسة أولدزموبيل
Oldsmobile Intrigue (دسيسة أولدزموبيل) هي سيارة سيدان متوسطة الحجم تم تصنيعها من عام 1997 حتى عام 2002 بواسطة أولدزموبيل. شوهدت أول تهيأت لتصميم دسيسة لأول مرة في عام 1995 مع فكرة سيارة أولدزموبيل أنتارس، التي تم الكشف عنها على هيئة إنتاج في يناير 1996 في معرض أمريكا الشمالية الدولي للسيارات. تم التخلص التدريجي للدسيسة و التي استمرت ثلاث سنوات من أولدزموبيل؛ و ستستمر نماذج Olds المتبقية لمدة عام أو عامين إضافيين.
تم تقديم دسيسة أولدزموبيل في 5 مايو 1997 كطراز 1998. و حلت دسيسة Oldsmobile محل Cutlass Supreme القديمة و تغلبت على الجيل الثاني من W-body التي شاركتها مع Buick Regal. كان من المفترض أن تتنافس دسيسة أولدزموبيل مع الواردات اليابانية والأوروبية الراقية مثل أكورا وبي إم دبليو. و تم استلهام دسيسة أولدزموبيل بشكل كبير من أولدزموبيل أورورا ومفهوم أولدزموبيل أنتارس لعام 1995.
كانت الدسيسة متوفرة بثلاثة مستويات: قاعدة GX و GL متوسطة المستوى و GLS. تم تجهيز جميع الموديلات بميزات مثل قوة V6، ومكابح مانعة للانغلاق، ونظام تعليق مستقل رباعي العجلات، وسائد هوائية أمامية مزدوجة، وإكسسوارات طاقة كاملة. يتضمن فرش GL مقعد السائق القابل للتعديل كهربائياً بستة اتجاهات ونظام صوتي بستة مكبرات صوت ومصابيح ضباب وتحكم أوتوماتيكي في المناخ ثنائي المنطقة. أضافت سيارة GLS مقعد الراكب الأمامي كَهْرَبَائِيًّا بستة اتجاهات، وحواف داخلية من الخشب الصناعي، وأدوات تحكم في الصوت في عجلة القيادة، ومقاعد جلدية، ونظام تحكم في الجر كامل الوظائف، ونظام صوت Bose بست مكبرات صوت.
تم بناء هذه السيارة في مصنع GM Fairfax في كانساس، حيث تم بناء Grand Prix أيضًا (تم بناء Buick Century و Regal و Chevrolet Impala و Monte Carlo في أوشاوا، أونتاريو، كندا). بالنسبة لعام 1999، تم إدخال محرك 3. 5 لتر DOHC جديد. كان مكون من ست أسطوانات يعتمد على محرك Northstar V8 من كاديلاك، والذي أطلق عليه اسم Shortstar. أصبح المحرك سعة 3. 5 لتر ميزة لعام 2000، مما يمنح الدسيسة أقوى محرك قياسي في أي سيارة W-body.
كان عداد السرعة 140 ميل في الساعة حَصْرِيًّا. مع حزمة Autobahn، جاءت دسيسة مع دوارات فرامل أمامية بأكبر مقاس 12 بوصة، وهي أول هيكل من الجيل الثاني يتضمن مكابح أكبر. بالنسبة لطرازات 1998-99، تتكون حزمة Autobahn من نسبة تفاضلية 3.29 مقارنة بالإطارات القياسية 3.05، والإطارات المصنفة H، ومكابح أمامية مقاس 12 بوصة مع وسادات سيراميك، ومحدد سرعة 128 ميل في الساعة. في عام 200 تمت إعادة تسميتها بحزمة Precision Sport التي تضمنت كل شيء من حزمة Autobahn باستثناء دوارات الفرامل الأمامية الأكبر حجمًا بمقاس 12 بوصة، وإضافة نظام التحكم الدقيق (المعروف أيضًا باسم التحكم في ثبات السيارة (VSC)). لعام 2002 جاءت سيارات دسيسة فاينل 500 كوليكتور إديشن بطلاء فريد من نوعه Dark Cherry Metallic وعجلات من الكروم على طراز Aurora مقاس 17x7. 5 بوصة.

## التغيرات على الدسيسة عبر السنوات
- 1998: تم تقديم دسيسة أولدزموبيل كطراز جديد تمامًا. متوفر في طرازات GX (الأساسي) و GL و GLS، وجميعها تتميز ب 3.8 لتر V6 و 4 سرعات ناقل حركة أوتوماتيكي.
- 1999: في بداية هذا العام، كان محرك DOHC 3. 5 لتر Shortstar قِيَاسِيًّا في الطراز العلوي GLS وَاخْتِيَارِيًّا في طرازات GL متوسطة المستوى وقاعدة GX. يمكن طلب طرازات GLS المبكرة مع 3.8 لتر بدلاً من القياسي (ل GLS) 5.3 لتر، ولكن لاحقًا تم التخلص التدريجي من 3. 8 لتر وأصبح 3. 5 لتر في جميع الطرز. ويضع Decklids الآن شارة Oldsmobile صغيرة. في طراز العام السابق، كانت هناك شكوى من أن بعض الناس لا يستطيعون معرفة أن الدسيسة كانت من طراز Oldsmobile. و حصلت جميع الطرز الآن على عجلة قيادة مغلفة بجلد أكثر سمكًا. وكان هوائي الراديو الخلفي المدمج ميزة هذا العام وبعده.
- 2000: تميزت العجلات الجديدة بتصميم ذي ستة أذرع. الجديد في قائمة المواصفات لعام 2000 كان نظام عدم الانزلاق يسمى نظام التحكم الدقيق. تم تصميم نظام التحكم الدقيق للمساعدة في الحفاظ على السيارة في مسارها المقصود من خلال الكبح الانتقائي لعجلة واحدة أو أكثر من العجلات الفردية. على الرغم من أنه اختياري في جميع الطرازات، كان على مشتري GX طلب التحكم الاختياري في الجر للحصول على نظام عدم الانزلاق الجديد. أصبحت المقاعد الأمامية المدفأة كهربائياً الآن قياسية في طرازات GLS. حشوات الأبواب الجلدية القياسية ليست من القماش، و قوة الملحقات المتبقية كانت قياسية هذا العام. و أصبح شعار "Oldsmobile" الموجود على غطاء سطح السيارة أكبر مما هو عليه في طرازات 1999، على الرغم من أن بعض طرازات أوائل عام 2000 حملت الإصدار الأصغر. حزمة جديدة مطلية بالذهب كانت متاحة أيضا، و أصبحت المصابيح الأمامية الأوتوماتيكية الجديدة ميزة الآن في جميع الطرازات.
- 2001: في طرازات GX، أصبح التحكم في الجر قياسيًا وليس اختياريًا. كما تتوفر حزم خيارات Premium Leather و Precision Sport لهذا العام.
- 2002: تتميز طرازات GLS الآن بتصميم داخلي ثنائي اللون مع لمسات فريدة، بالإضافة إلى HomeLink، وفتحة السقف. تتميز جميع الطرز بأنواع جديدة من أجهزة الراديو مع RDS ومشغل أقراص مضغوطة (مستعار من Aurora المعاد تصميمه حديثًا). كان كل من Tropic Teal و Indigo Blue لونين خارجيين جديدين. تحتوي جميع الطرز على LATCH جديد (مرساة سفلية ورباط علوي للأطفال) في ثلاثة أوضاع للمقعد الخلفي. كانت حزمة Sun & Sound متوفرة في طرازات GL (بما في ذلك نظام الصوت Bose وفتحة السقف). وكان عنوان وينستر الجديد بالداخل. انتهى إنتاج الدسيسة في يونيو 2002 كجزء من الإلغاء التدريجي لعلامة أولدزموبيل التجارية. وجاءت إصدارات Final 500 Collectors Edition بطلاء Dark Cherry Metallic فريد من نوعه مع شعارات Oldsmobile على الطراز الكلاسيكي وعجلات كروم مقاس 17 بوصة على طراز Aurora. كما تلقى المالكون حزمة تذكارية خاصة. كان Final 500 # 499 هو آخر طراز للبيع بالتجزئة وتم طلبه بشكل خاص من قبل أحد أعضاء فرع جنوب كاليفورنيا في Oldsmobile Club of America.